# Nóvoie Nikólskoie
Nóvoie Nikólskoie (en rus: Новое Никольское) és un poble de l'óblast de Tula, a Rússia, segons el cens del 2010 tenia 11 habitants.